# Suleiman Omar
Suleiman Omar Attia (ar. صالح صولة; ur. 1959) – libijski piłkarz grający na pozycji pomocnika. W swojej karierze grał w reprezentacji Libii.

## Kariera klubowa
W swojej karierze piłkarskiej Omar grał w klubie Al-Ittihad Trypolis.

## Kariera reprezentacyjna
W 1982 roku Omar został powołany do reprezentacji Libii na Puchar Narodów Afryki 1982. Zagrał w nim w trzech meczach grupowych: z Ghaną (2:2), z Tunezją (2:0) i z Kamerunem (0:0). Z Libią wywalczył wicemistrzostwo Afryki.